# Dromornithidae
Los dromornítidos (Dromornithidae) son una familia extinta de aves no voladoras gigantes que habitaron el continente australiano entre el Oligoceno y Pleistoceno. Se clasificaron como ratites cuando se descubrieron. Sin embargo, se recatalogaron como anseriformes, siendo parientes distantes de aves acuáticas como los patos y gansos.
Estas aves formaron parte de la megafauna australiana, es decir, que fue un animal de mínimo 30 kilogramos que pobló Sahul aproximadamente hasta el Pleistoceno.
Las causas de su extinción no son claras, pero existen varias teorías. La más convincente es que desapareció por la llegada de los seres humanos al territorio australiano. Tampoco se sabe con seguridad su régimen alimentario; en principio se pensó que eran herbívoros. Sin embargo, ahora los biólogos y paleontólogos que lo han investigado declaran una dieta carnívora. Otros sugieren que la familia de anseriformes fueron, dependiendo de la especie, omnívora o carnívora depredadora y carnívora carroñera (similar a la dieta de las hienas). 

## Etimología
Su nombre científico (Dromornithidae) proviene del griego: dromaios (rápido, corredor), y ornis (pájaro). Los nombres comunes para esta ave son "el ave del infierno", "el pájaro estampida" y el más famoso, "El emú gigante".

## Taxonomía y evolución
n estudio del 2024 de Mclnerney, Blokland y Worthy, tras analizar la morfología del cráneo de Genyornis newtoni, encontraron que Dromornithidae sería un linaje de anseriforme emparentado cercánamente con Anhimidae, un clado endémico de Sudamérica.
|  | †Dromornithidae (mihirungs) |
|  |                             |
|  | Anhimidae (screamers)       |
|  |                             |

|  | †Presbyornithidae                                          |
|  |                                                            |
|  | \| \| Anseranatidae \| \| \| \| \| \| Anatidae \| \| \| \| |
|  |                                                            |
|  | Anseranatidae                                              |
|  |                                                            |
|  | Anatidae                                                   |
|  |                                                            |

|  | Anseranatidae |
|  |               |
|  | Anatidae      |
|  |               |

|  | †Presbyornithidae                                          |
|  |                                                            |
|  | \| \| Anseranatidae \| \| \| \| \| \| Anatidae \| \| \| \| |
|  |                                                            |
|  | Anseranatidae                                              |
|  |                                                            |
|  | Anatidae                                                   |
|  |                                                            |

|  | Anseranatidae |
|  |               |
|  | Anatidae      |
|  |               |

|  | †Dromornithidae (mihirungs) |
|  |                             |
|  | Anhimidae (screamers)       |
|  |                             |

|  | †Presbyornithidae                                          |
|  |                                                            |
|  | \| \| Anseranatidae \| \| \| \| \| \| Anatidae \| \| \| \| |
|  |                                                            |
|  | Anseranatidae                                              |
|  |                                                            |
|  | Anatidae                                                   |
|  |                                                            |

|  | Anseranatidae |
|  |               |
|  | Anatidae      |
|  |               |

|  | †Presbyornithidae                                          |
|  |                                                            |
|  | \| \| Anseranatidae \| \| \| \| \| \| Anatidae \| \| \| \| |
|  |                                                            |
|  | Anseranatidae                                              |
|  |                                                            |
|  | Anatidae                                                   |
|  |                                                            |

|  | Anseranatidae |
|  |               |
|  | Anatidae      |
|  |               |

|  | †Dromornithidae (mihirungs) |
|  |                             |
|  | Anhimidae (screamers)       |
|  |                             |

|  | †Presbyornithidae                                          |
|  |                                                            |
|  | \| \| Anseranatidae \| \| \| \| \| \| Anatidae \| \| \| \| |
|  |                                                            |
|  | Anseranatidae                                              |
|  |                                                            |
|  | Anatidae                                                   |
|  |                                                            |

|  | Anseranatidae |
|  |               |
|  | Anatidae      |
|  |               |

|  | †Presbyornithidae                                          |
|  |                                                            |
|  | \| \| Anseranatidae \| \| \| \| \| \| Anatidae \| \| \| \| |
|  |                                                            |
|  | Anseranatidae                                              |
|  |                                                            |
|  | Anatidae                                                   |
|  |                                                            |

|  | Anseranatidae |
|  |               |
|  | Anatidae      |
|  |               |

|  | †Dromornithidae (mihirungs) |
|  |                             |
|  | Anhimidae (screamers)       |
|  |                             |

|  | †Presbyornithidae                                          |
|  |                                                            |
|  | \| \| Anseranatidae \| \| \| \| \| \| Anatidae \| \| \| \| |
|  |                                                            |
|  | Anseranatidae                                              |
|  |                                                            |
|  | Anatidae                                                   |
|  |                                                            |

|  | Anseranatidae |
|  |               |
|  | Anatidae      |
|  |               |

|  | †Presbyornithidae                                          |
|  |                                                            |
|  | \| \| Anseranatidae \| \| \| \| \| \| Anatidae \| \| \| \| |
|  |                                                            |
|  | Anseranatidae                                              |
|  |                                                            |
|  | Anatidae                                                   |
|  |                                                            |

|  | Anseranatidae |
|  |               |
|  | Anatidae      |
|  |               |

### Especies
El género más extendido, conocido y estudiado es Genyornis. Esta es probablemente carnívora, por la forma de su pico. El miembro más pequeño de la familia es Barawertornis tedfordi, del tamaño aproximado de un casuario y de unos 80 kg. Mucho mayor es Ilbandornis (2 m), un género que cuenta con dos especies: Ilbandornis lawsoni e Ilbandornis woodburnei. Son de piernas más delgadas y del tamaño y forma de un avestruz. Ambas especies fueron encontradas en Alcoota y datan del Mioceno. Las formas de mayor tamaño se clasifican en el género Dromornis y en particular la especie Dromornis stirtoni.
Bullockornis planei, la única especie de su género (Bullockornis) es una de las más corpulentas. Llegaban a pesar hasta los 240 kg y medir unos 2 m.
- Dromornis †

- Dromornis australis †
- Dromornis stirtoni †
- Dromornis murrayi †

- Barawertornis †

- Barawertornis tedfordi †

- Bullockornis †

- Bullockornis planei †

- Ilbandornis †

- Ilbandornis lawsoni †
- Ilbandornis woodburnei †

- Genyornis †

- Genyornis newtoni †

## Dieta
Para reconocer el régimen alimentario de un animal extinto, se realizan investigaciones en su forma esquelética y locomotora. El caso de los Dromornithidae es desconcertante, ya que se observan características carnívoras, omnívoras y herbívoras. En un principio se creía que eran herbívoras por la falta de garras en las patas, por no tener pico con forma de gancho, por su comportamiento agrupativo (en manadas) y por una característica clave: tener gastrolitos en el estómago. Los gastrolitos son pequeñas piedras ovaladas que ingieren de forma natural algunos animales para la mejor trituración de los alimentos que engullen. Los animales que utilizan este método digestivo son: cocodrilos, pinípedos, cetáceos y aves herbívoras. No obstante, se han encontrado también en dinosaurios carnívoros.
Posteriormente, se formuló la idea de que fueran unas aves carnívoras emparentadas con las aves sudamericanas de la familia Phorusrhacidae (Aves del terror). La vinculación con estas se demostró incorrecta, pero su dieta está en debate aún.
Actualmente, la cuestión alimenticia de este animal extinto se ha esclarecido y se ha llegado a la conclusión de que no todas las aves de la familia siguen la misma conducta alimentaria. Genyornis era con toda seguridad, herbívora. En 2005 se encontraron en la cáscara del huevo del género restos de aminoácidos que demostraban que Genyornis era herbívora. El género Bullockornis, sin embargo, aparenta ser carnívoros carroñeros; su potente mandíbula podría cortar carne fácilmente. Esta ave podría haberse alimentado de los cadáveres de animales grandes. El cráneo de Bullockornis es muy grande y el pico muy profundo. Esto es muy diferente a las grandes aves herbívoras como las moas. Si Bullockornis comía plantas, estaba equipados con una estructura muscular y ósea demasiado potente, para ingerir materiales que hasta ahora no han sido identificados.